# Cumulonimbus

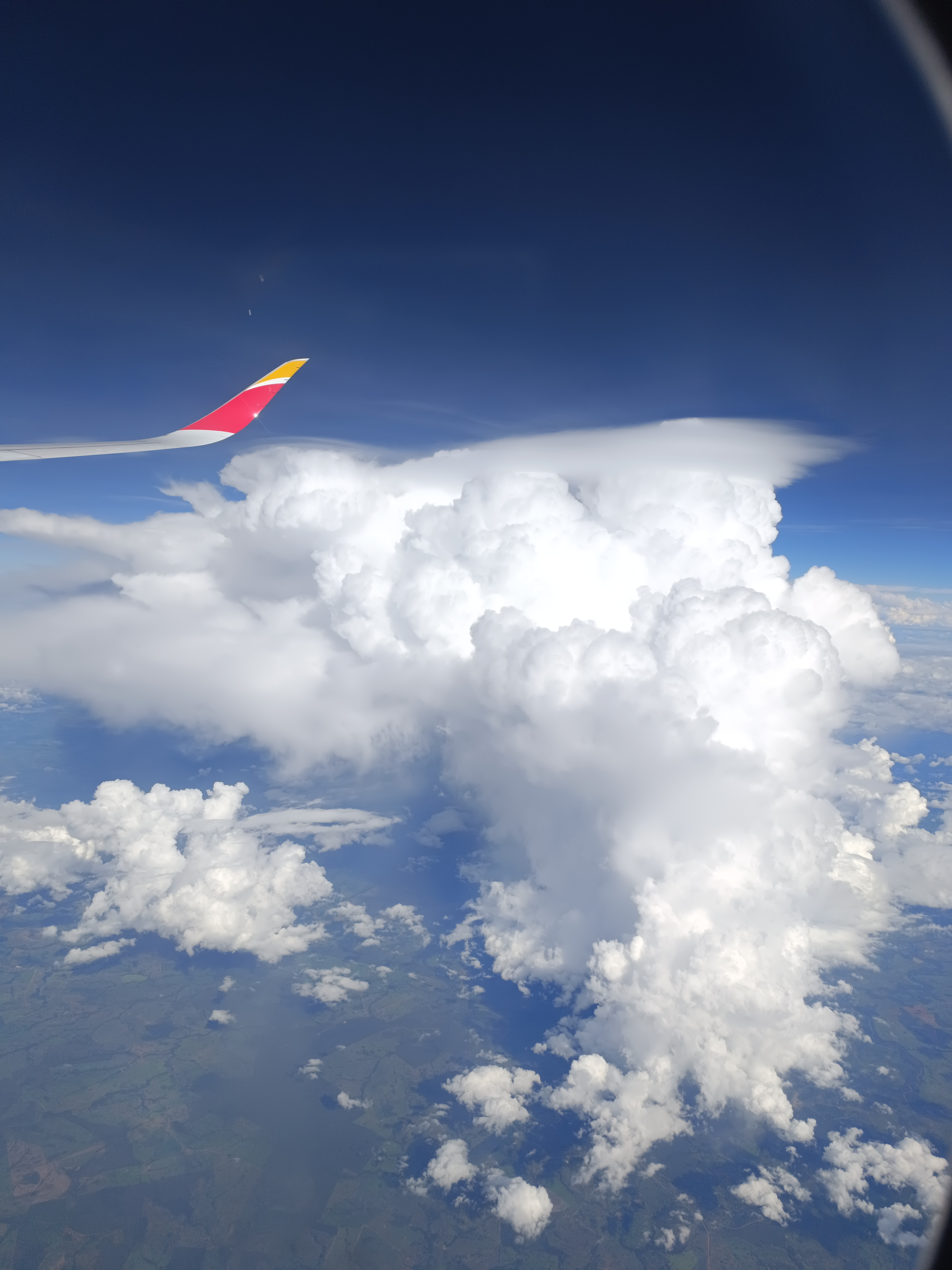
Vista aérea de um cumulonimbus com píleo, voando a 11 mil metros acima do Brasil.

Um cúmulo-nimbo ou, em latim cumulonimbus, é um tipo de nuvem caracterizada por um grande desenvolvimento vertical, está diretamente associada com a ocorrência de tempestades com raios, trovões, chuva forte, ventos fortes, granizo e tornados. Tipicamente, surge a partir do superdesenvolvimento de nuvens cumulus que, por ação de ventos convectivos ascendentes, ganham massa e volume e passam a ser cumulus congestus, depois a cumulonimbus, quando atingem mais de quinze quilômetros de altura. Uma de suas principais características é o formato de bigorna (cirrus spissatus) que forma-se em seu topo (cerca de 20km de altitude), resultado dos ventos da alta troposfera. Tipicamente produzem muita chuva, principalmente durante os meses mais quentes do ano. Células de cumulonimbus isoladas possuem um tempo de vida médio de 30 minutos a 1 hora. Classificam-se em dois tipos principais, cuja diferença é o seu formato superior, enquanto que características peculiares ganham denominações especiais.
Este tipo de nuvem frequentemente associa-se a eventos meteorológicos extremos, como a ocorrência de tempestades com muitos raios e chuva volumosa, além de granizo e neve. Podem ocorrer isoladas, em conjunto (formando multicélulas) ou associadas à frentes. Uma cumulonimbus, ao atingir o extremo de seu desenvolvimento, se transforma em uma supercélula que, por sua vez, é responsável por eventos meterológicos muito  extremos, como fortes chuvas, grande queda de granizo, muitos raios, fortes ventos e tornados.

## Características

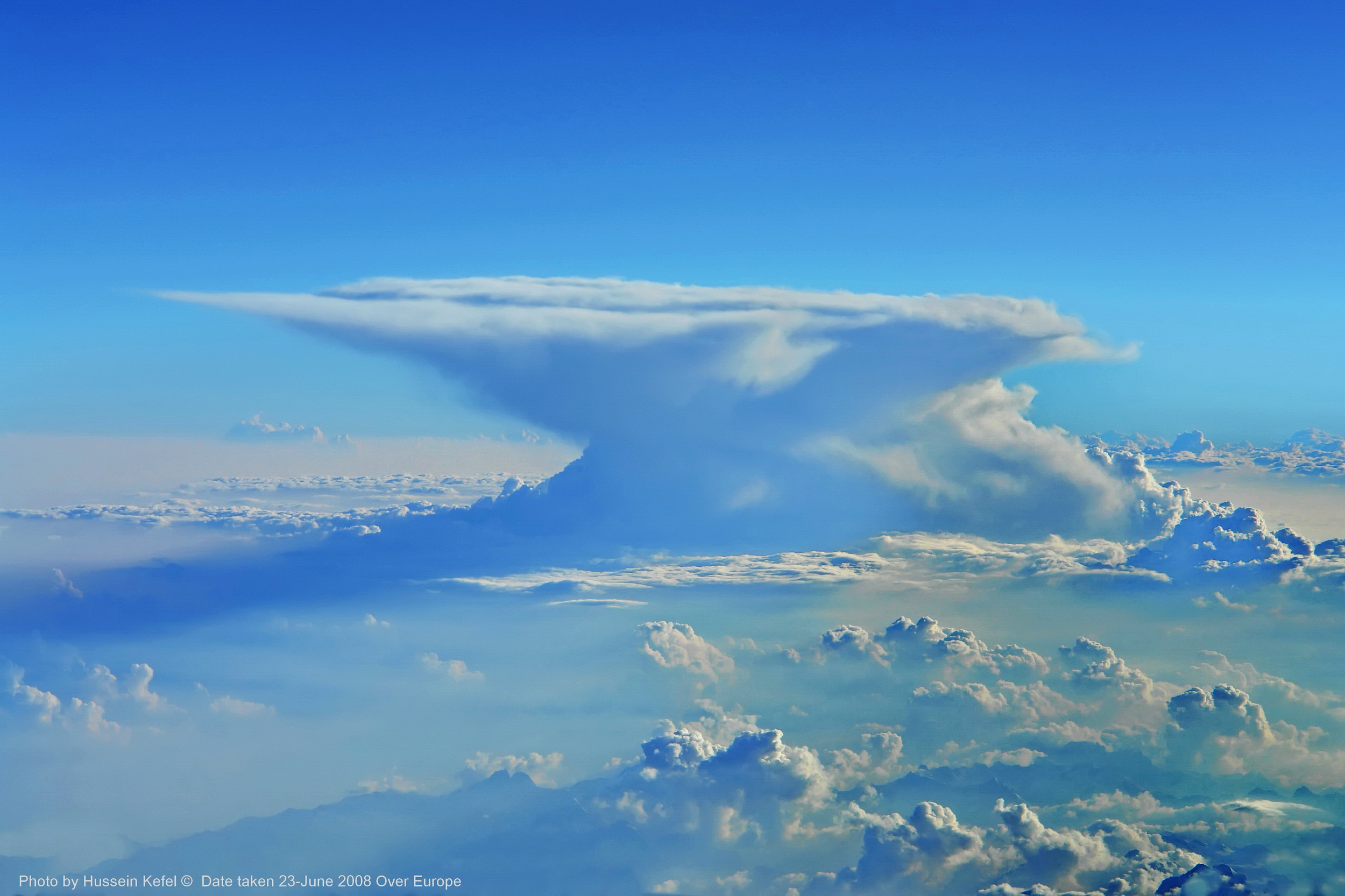
Forma típica de um cúmulo-nimbo, com a forma de bigorna em seu topo.

Uma nuvem cúmulo-nimbo em seu ápice de desenvolvimento apresenta uma forma primariamente vertical, cuja altura se estende por mais de vinte quilômetros, especialmente nas regiões tropicais, embora possa ocorrer em praticamente todo o mundo. Logo abaixo de sua base, devido a sua grande espessura, manifesta-se grande escuridão pelo bloqueio da luz solar. O que caracteriza um cumulonimbus maduro na maioria das vezes é a formação de uma estrutura em seu topo com textura fibrosa ou estriada, cuja forma lembra a de uma bigorna, enquanto que, em sua base, tipicamente encontram-se nuvens com forma de bulbos ou cúmulos menores. Estas nuvens podem manifestar-se isoladamente ou em grupos.
Ocorrem tipicamente nos meses mais quentes do ano, durante o período da tarde ou também associadas a frentes frias. Podem surgir também próximo a cadeias montanhosas em função da formação de ventos orográficos que possibilitam seu desenvolvimento vertical. Em seu interior, os ventos podem chegar a mais de 150 quilômetros por hora. Sua base é formada por gotículas de água enquanto que, conforme a altitude aumenta, formam-se mais cristais de gelo que, no topo, são o componente principal. Tempestades provocadas por cumulonimbus podem ter várias formas de precipitação, com gotículas de água, neve e granizo.

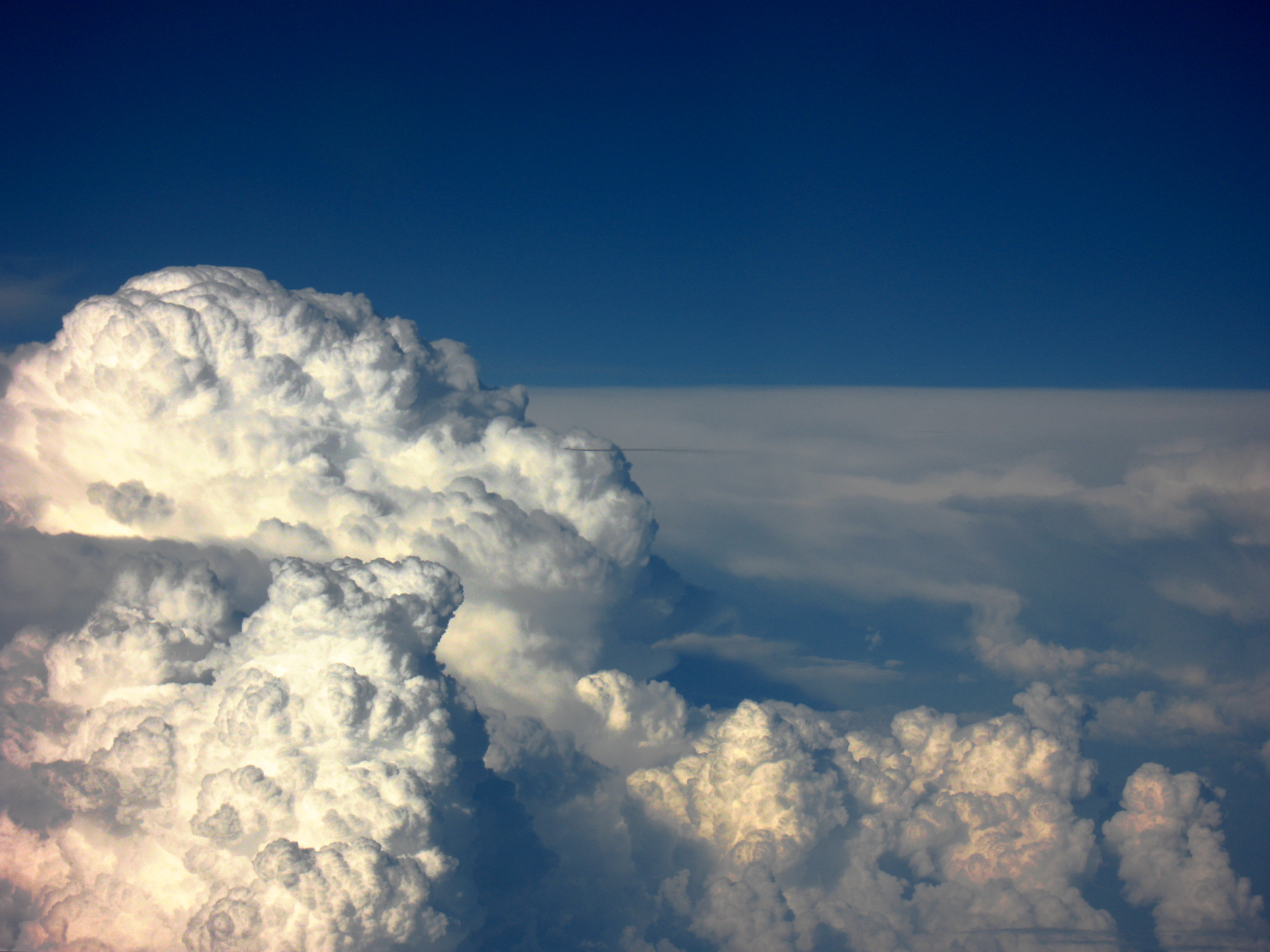
Desenvolvimento dos cúmulos pouco antes do surgimento do formato de bigorna característico, visto a partir de um avião a grande altitude.

### Evolução
O cumulonimbus desenvolve-se a partir da nuvem cumulus congestus, oriundos do desenvolvimento dos cúmulo que, por sua vez, têm início a partir de ventos ascendentes ricos em vapor de água. A altitude da base da nuvem está diretamente relacionada com a quantidade de vapor disponível, sendo que em regiões tropicais, onde a umidade é tipicamente maior, as nuvens são mais baixas comparadas com regiões áridas. O desenvolvimento deve-se aos ventos convectivos que levam umidade para cima, impulsionando seu crescimento vertical e ganho de volume.
São necessários cerca de vinte minutos para a maturação de um cumulus congestus até o início da formação da estrutura de bigorna. Contudo, assim que ocorre a transição para cúmulo-nimbo e inicia-se a precipitação, verifica-se um aumento na velocidade de expansão da nuvem. Ao atingir a alta atmosfera, ventos transversais são responsáveis por alongar o topo da nuvem e criam, assim, o formato de bigorna que pode estender-se por dezenas de quilômetros na direção do vento predominante. Por vezes porções desta região da nuvem afundam no ar claro logo abaixo, formado nuvens suaves e arredondadas, conhecidas como mammatus.

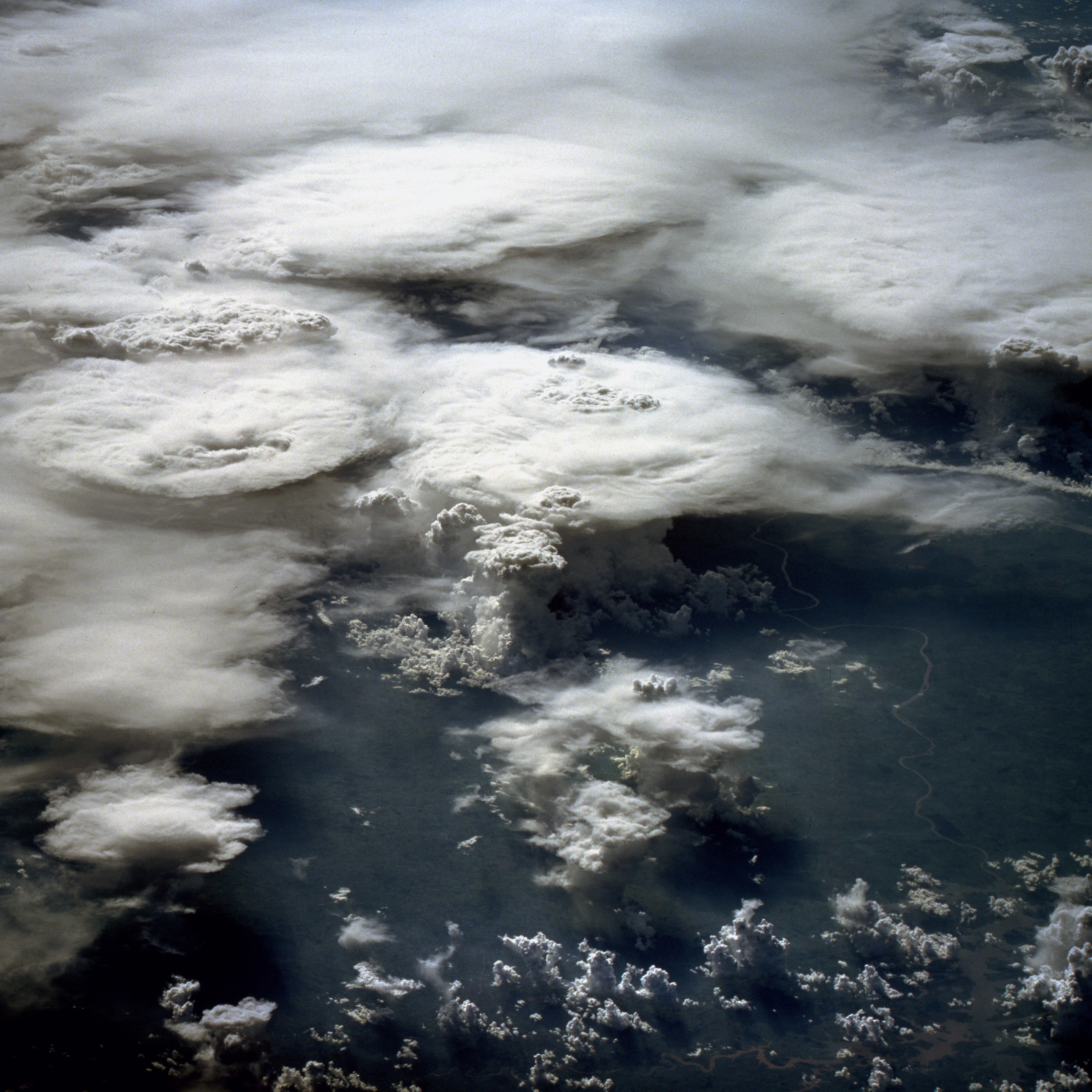
Tempestades em vários níveis de desenvolvimento sobre o Brasil.

Os cúmulo-nimbos são a fonte primária da ocorrência de raios na atmosfera. Entretanto, nem todas as nuvens deste tipo produzem descargas elétricas. A atividade elétrica da nuvem deve-se ao processo convectivo que a formou em que, de acordo com o modelo mais aceito, as partículas de gelo com diferentes propriedades intrínsecas chocam-se e, consequentemente, surgem cargas elétricas que distribuem-se por toda sua extensão, criando um campo elétrico e permitindo a ocorrência das descargas. Quando a atividade elétrica é intensa, a nuvem passa a ser conhecida também como trovoada.
Em uma nuvem com desenvolvimento típico, a chuva inicia-se de forma súbita pouco depois de sua transição de cumulus congestus  para cumulonimbus. Nota-se que, conforme os ventos deslocam a nuvem, esta deixa um traço de chuva na área sobre a qual passou. Tal traço pode estender-se de alguns quilômetros a até cem quilômetros da origem da tempestade. A chuva proveniente do núcleo da nuvem possui grande intensidade, enquanto a água proveniente das regiões mais altas da bigorna evapora-se antes mesmo de atingir o solo. O tempo de vida de um cúmulo-nimbo é de aproximadamente 30 a 60 minutos. A previsão de chuvas deste tipo é extremamente difícil, pelo fato de serem eventos localizados. Comumente, o volume acumulado de chuva encontra-se entre um e dez milímetros. Ao ocorrer a precipitação, as gotículas de chuva trazem consigo ventos moderados e com menor temperatura que tipicamente acompanham as tempestades. Conforme a chuva transcorre, a nuvem vai perdendo seu aspecto inicial e se torna cada vez menos espessa, tornando-se mais clara, caso ainda seja dia. Toda a estrutura inferior da nuvem dissipa-se, restando somente uma nuvem difusa e parte da bigorna superior, que tendem a precipitar-se lentamente e a se desfazerem.

## Tipos
Os cúmulo-nimbos são divididos em dois tipos principais, de acordo com a sua característica superior. Existem, contudo, denominações especiais oriundas das diversas e peculiares estruturas que podem surgir associadas.
| Classificação das nuvens   |                     | |
| Nome                       | Sigla               | Característica |
| Tipos                      |                     | |
| Cumulonimbus calvus        | Cb cal (símbolo )   | Apresenta a forma superior arredondada e definida, resultado do rápido crescimento do cumulus congestus. Produz muita chuva.                       |
| Cumulonimbus capillatus    | Cb cap (símbolo )   | O topo apresenta estruturas fibrosas e sem formas definidas. É o tipo mais comum associado a eventos extremos, além de intensa atividade elétrica. |
| Cumulonimbus Flammagenitus | Cb fg (sem símbolo) | Se forma acima a uma fonte de calor, tal como um incêndio.                                                                                         |
| Características especiais  |                     | |
| Cumulonimbus incus         | Cb inc              | Possui a forma de uma bigorna na parte superior |
| Cumulonimbus mammatus      | Cb mam              | Apresenta formas arredondadas na parte inferior |
| Cumulonimbus virga         | Cb vir              | Apresenta faixas visíveis de precipitação |
| Cumulonimbus praecipitatio | Cb pra              | Com precipitação intensa (chuva, neve granizo) |
| Cumulonimbus arcus         | Cb arc              | Possui uma forma de arco na base da nuvem |
| Cumulonimbus tuba          | Cb tub              | Apresenta uma nuvem em forma de funil ou um tornado                                                                                                |
| Cumulonimbus pileus        | Cb pil              | Possui uma espécie de cobertura na parte ascendente da nuvem                                                                                       |
| Cumulonimbus pannus        | Cb pan              | Com nuvens menores dispersas na base da nuvem |
| Cumulonimbus velum         | Cb vel              | Apresenta estruturas que lembram uma vela de barco                                                                                                 |
| Cumulonimbus Flumen        | Cb flm              | Um rio de umidade que flui para a base principal de uma cumulonimbus, são geralmente encontrados em tempestades fortes e supercélulas              |

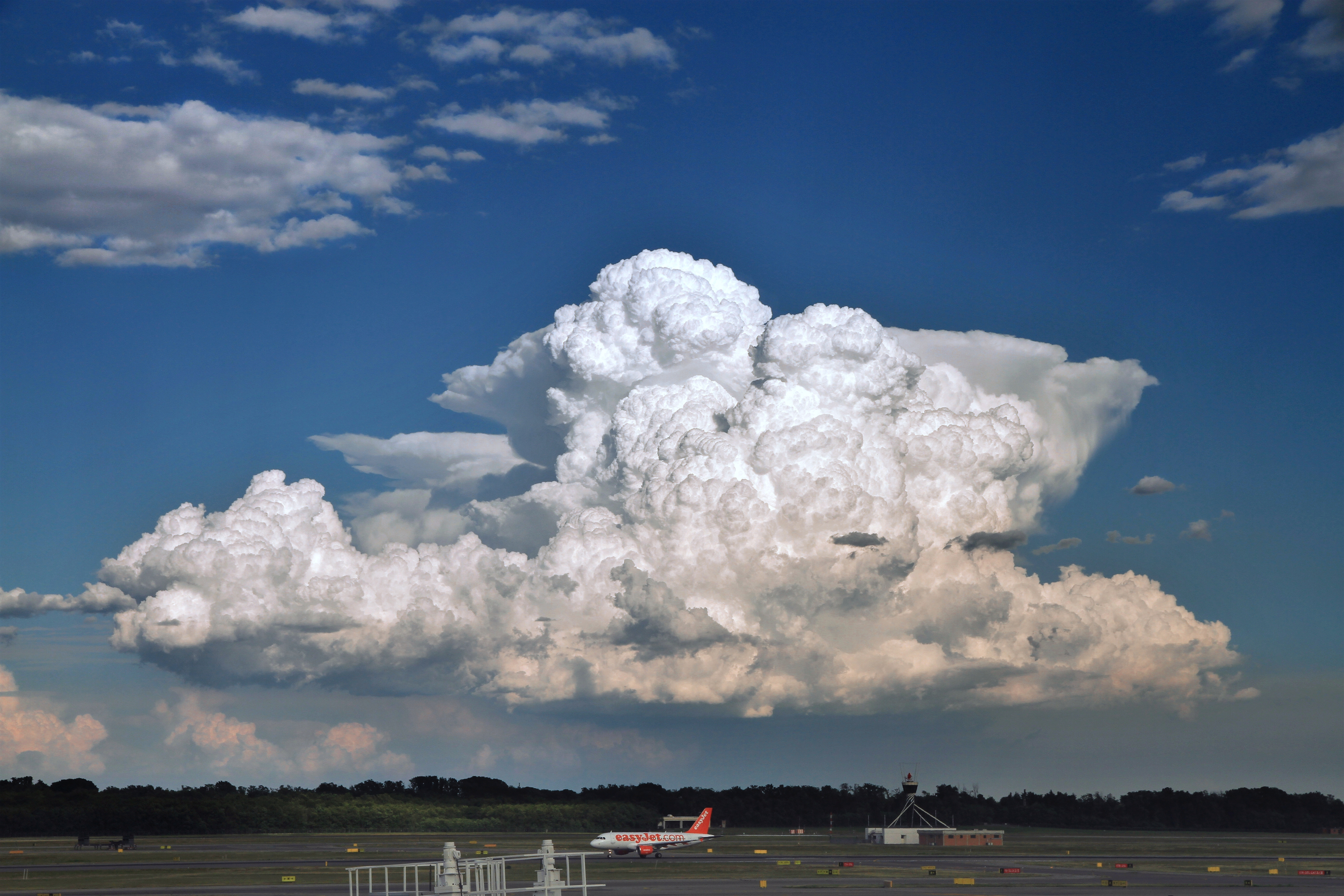
Cumulonibus calvus
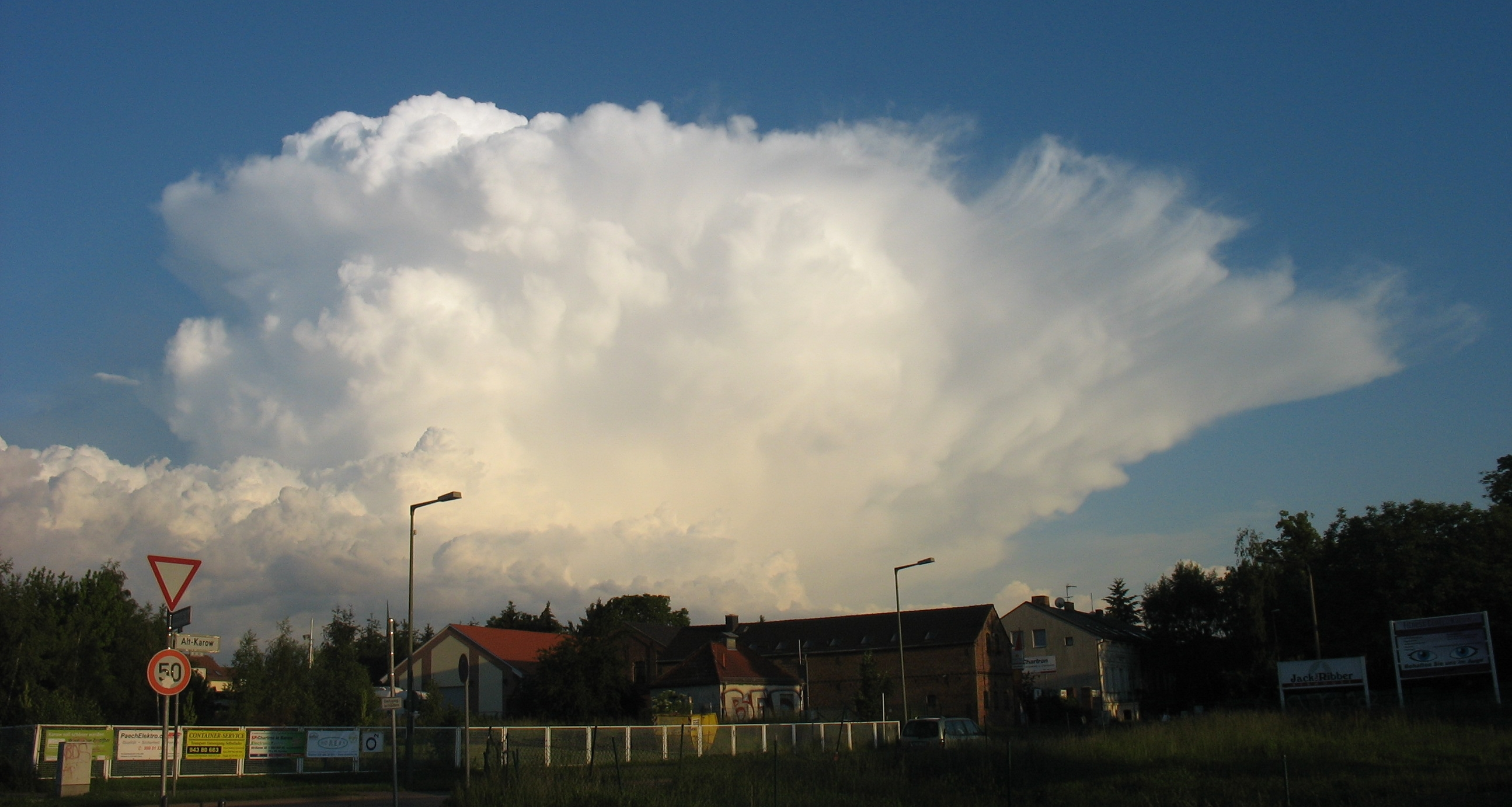
Cumulonibus capillatus
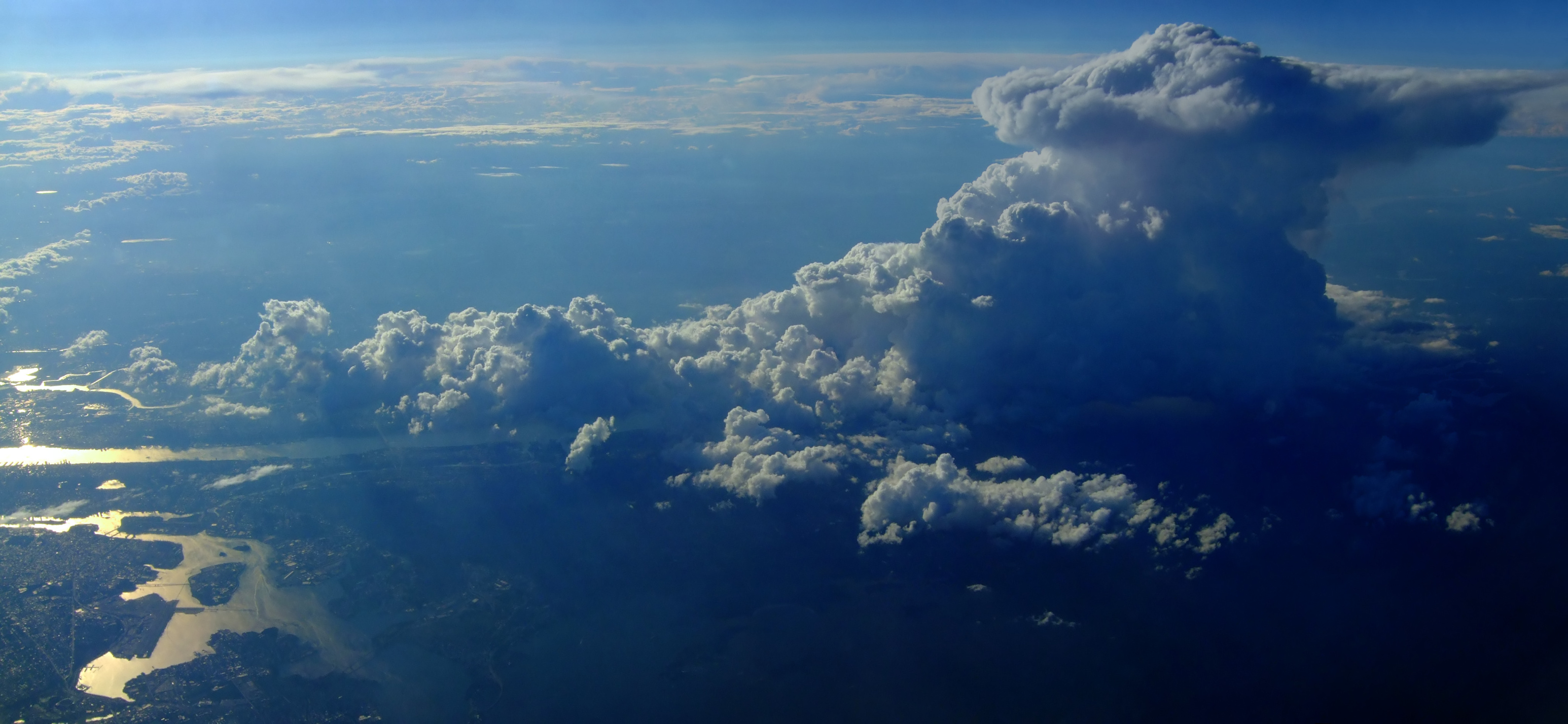
Cumulonimbus incus
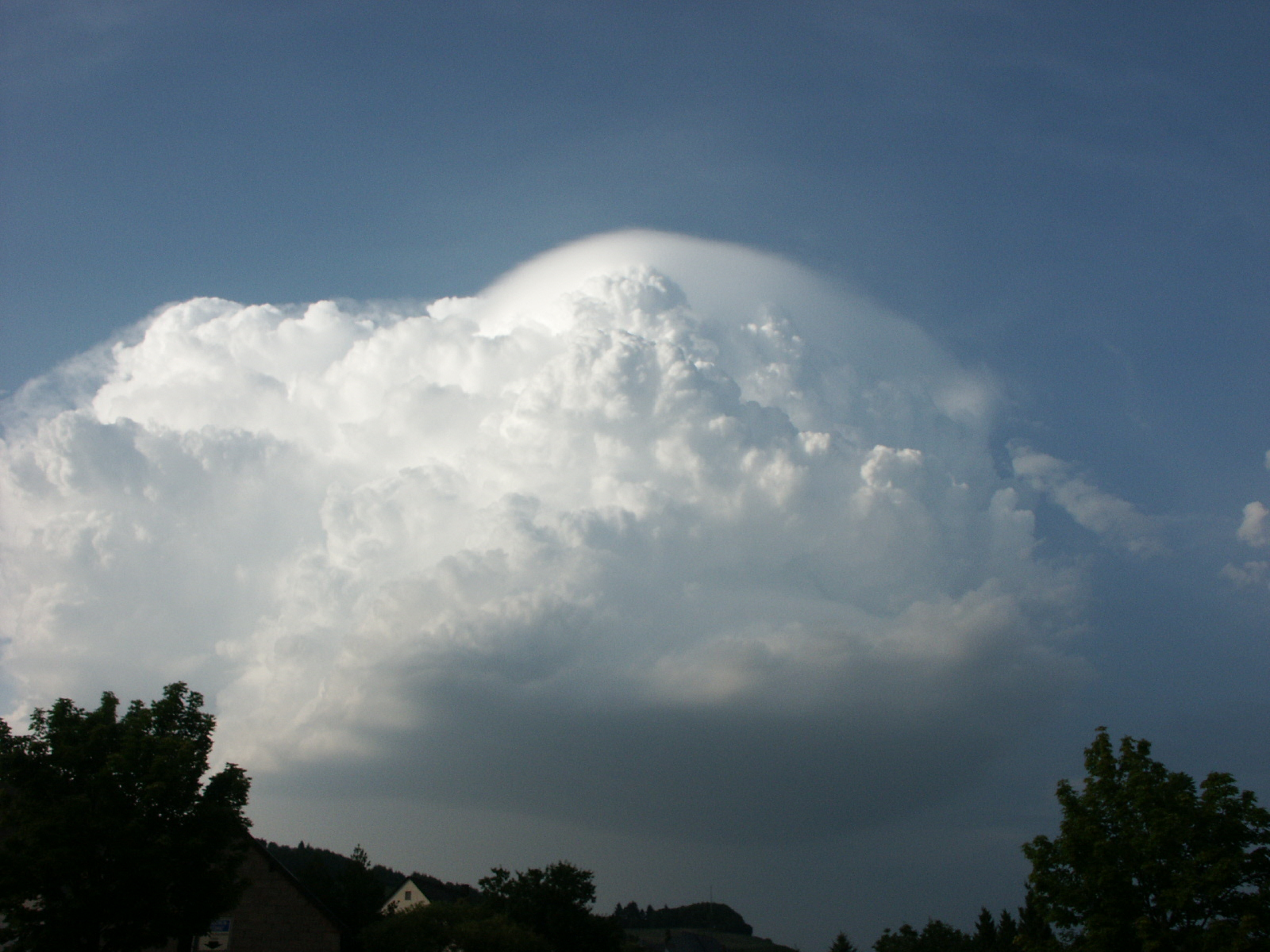
Cumulonimbus pileus
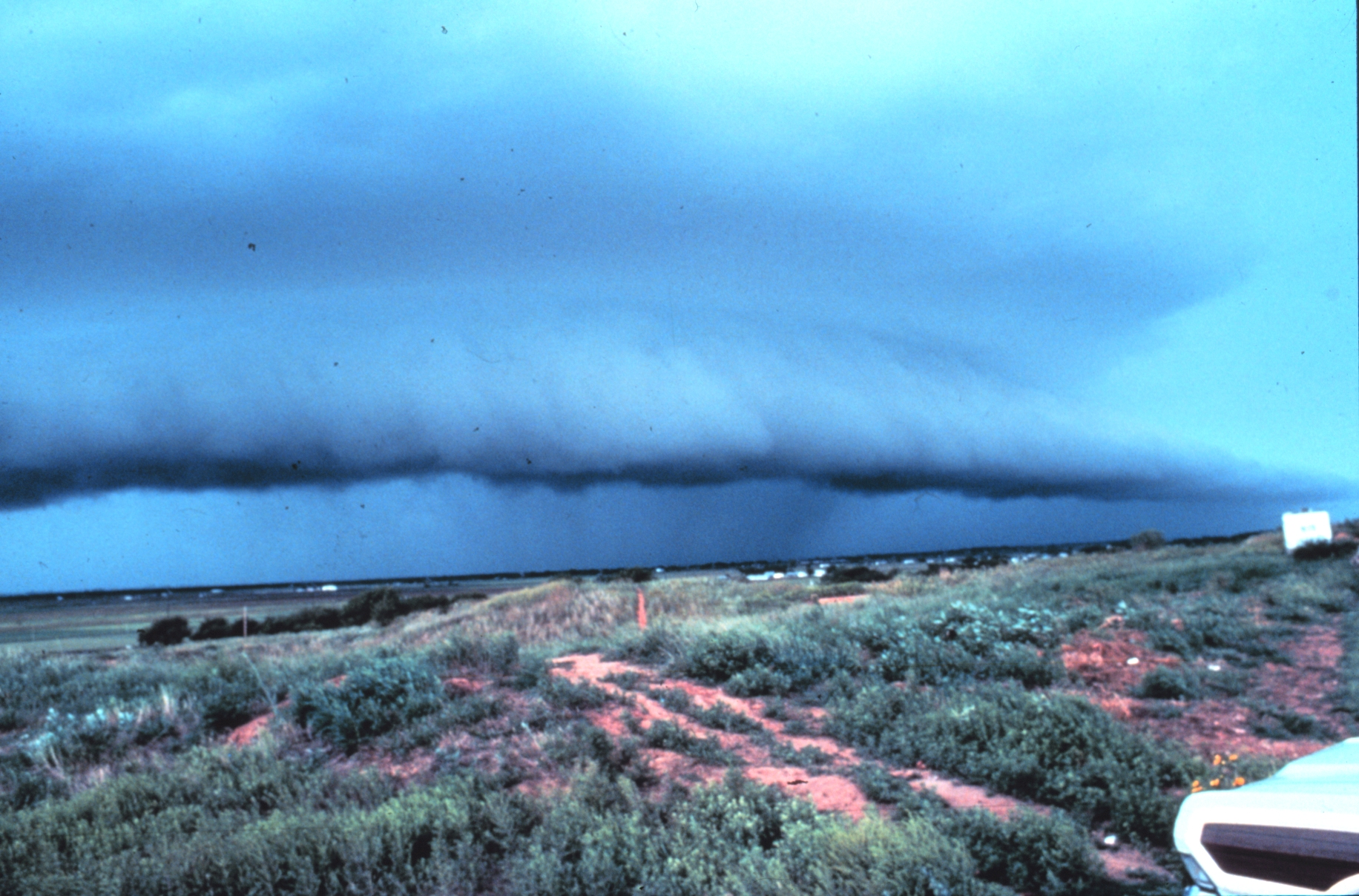
Cumulonimbus arcus
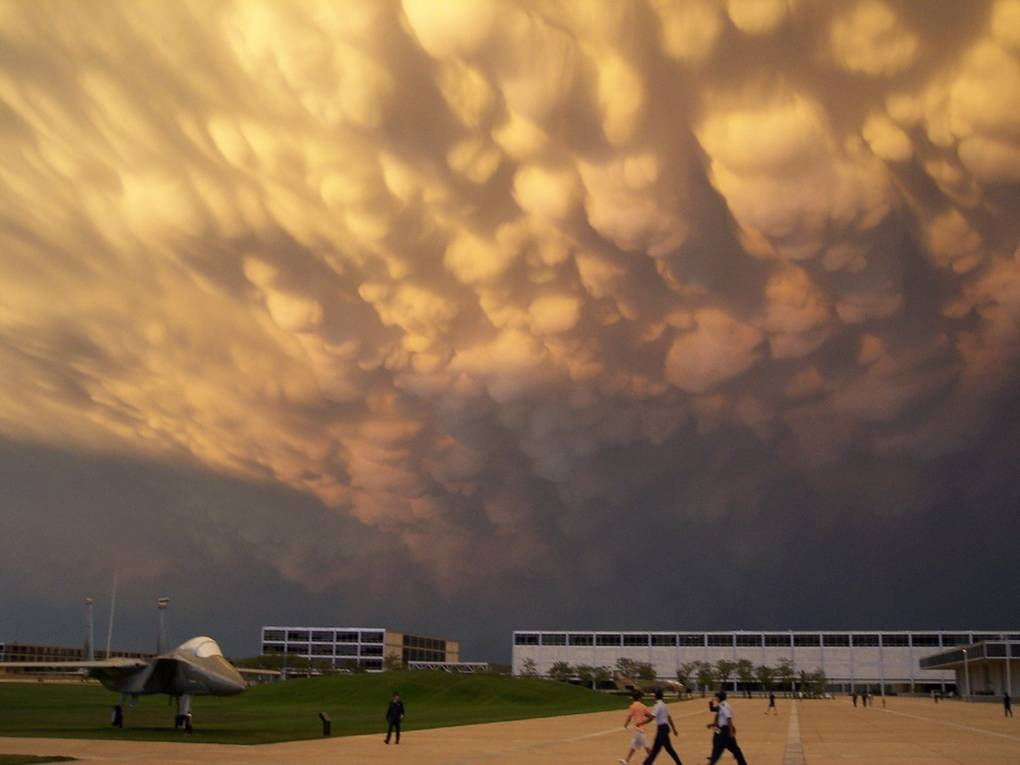
Cumulonimbus mammatus
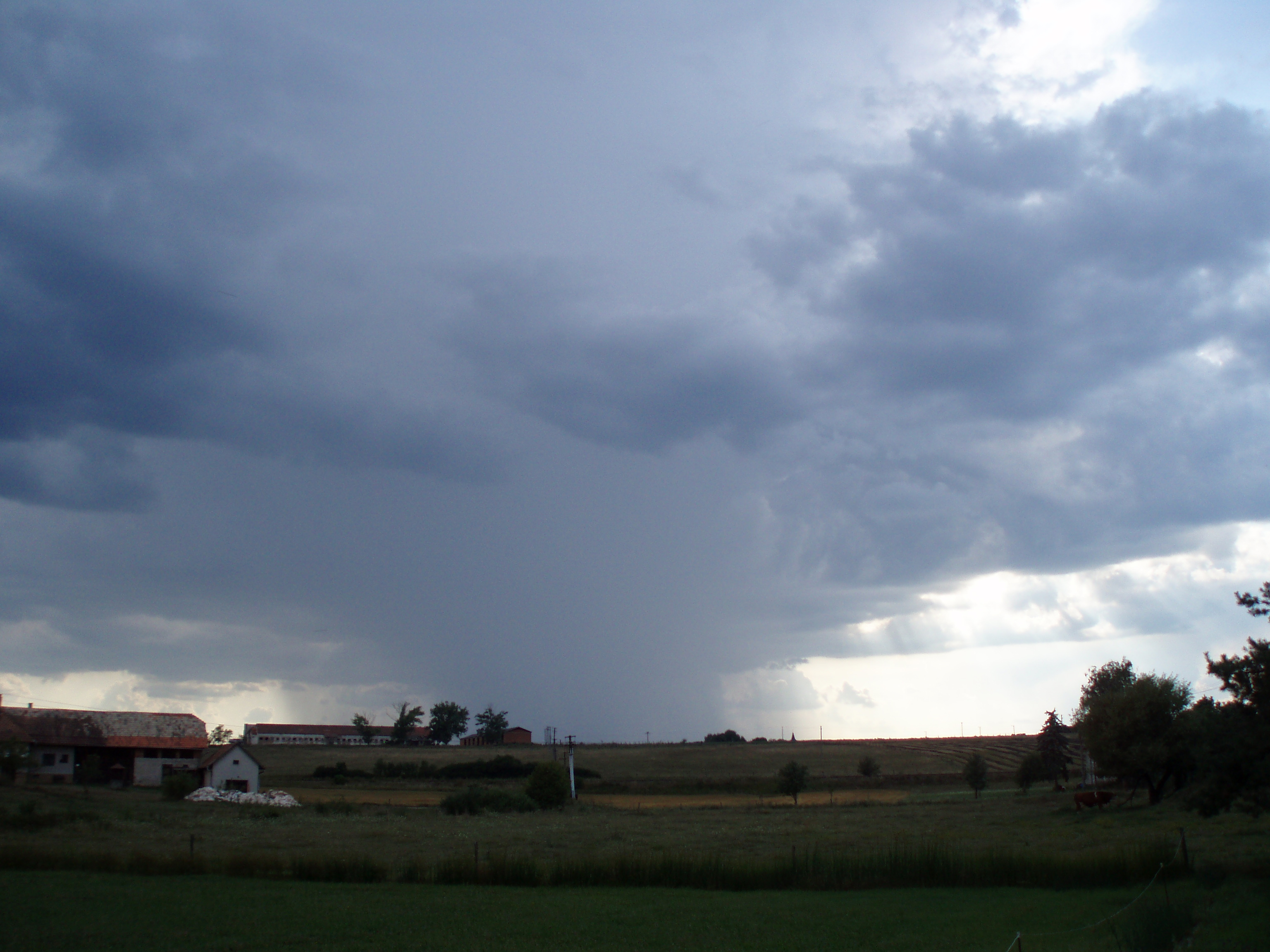
Cumulonimbus praecipitatio
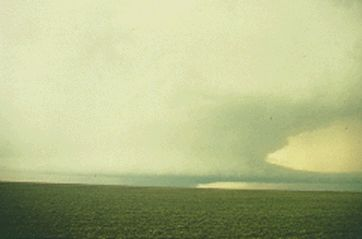
Cumulonimbus Flumen
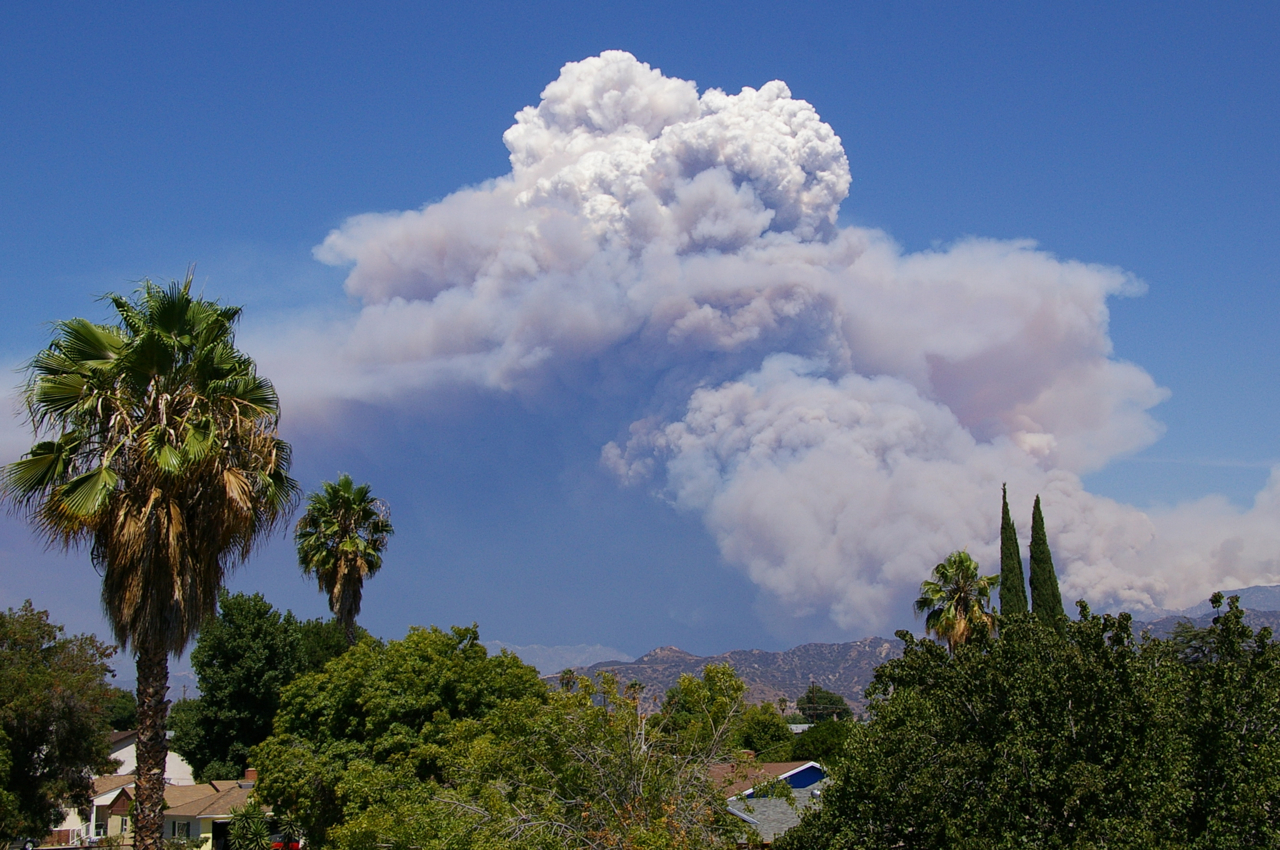
Cumulonimbus Flammagenitus

## Eventos extremos

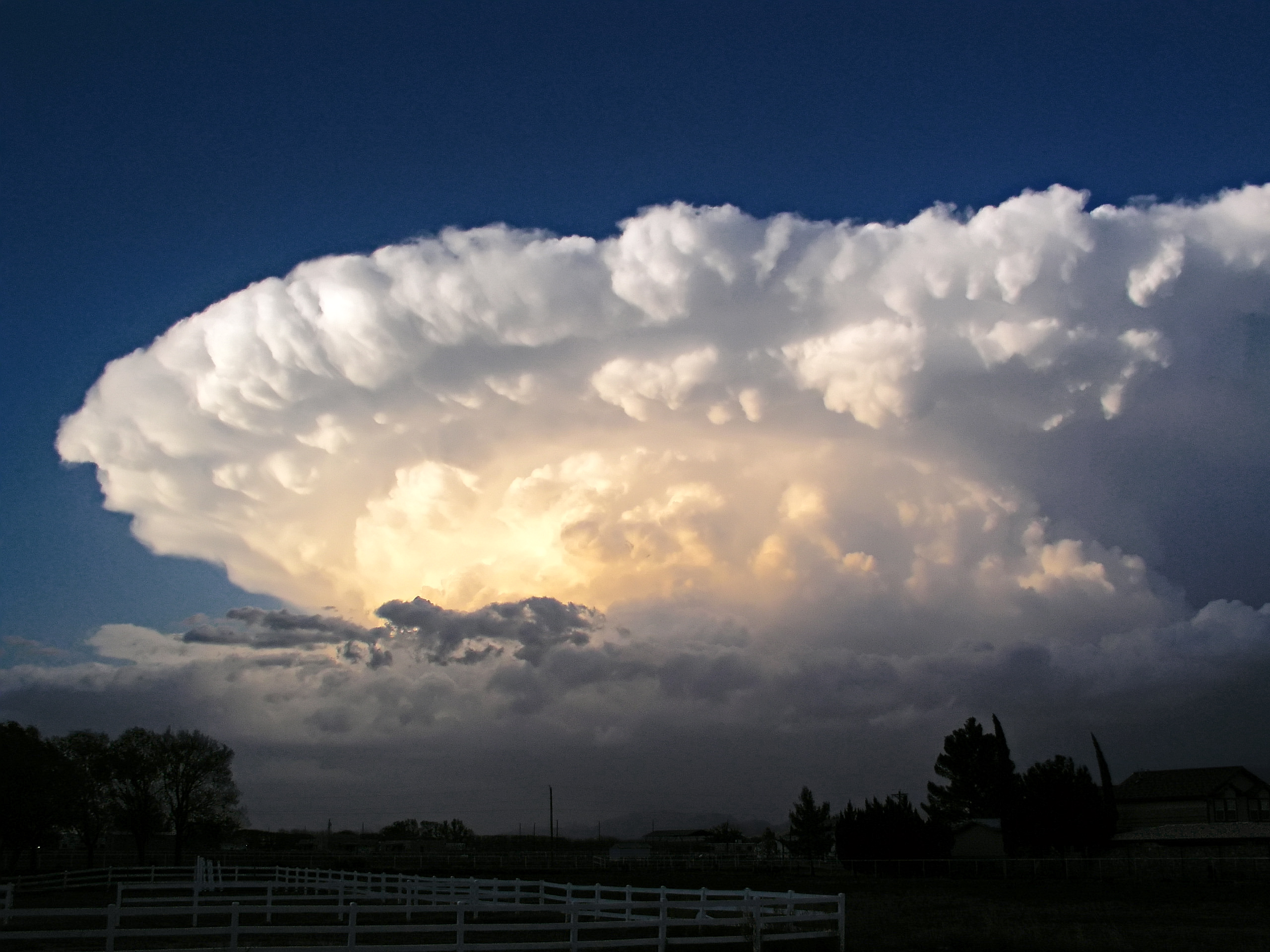
Supercélula em desenvolvimento

Os cúmulo-nimbos podem ocorrer em conjunto, neste caso, formando uma tempestade multicélula. Estas são caracterizadas por um conjunto de células correspondentes às correntes de convecção e possuem um período curto de duração. Quando associados a frentes, os cúmulo-nimbos podem ocasionar eventos severos, como intensa precipitação e ventos de grande velocidade. Contudo, o extremo desenvolvimento de um cúmulo-nimbo sob condições especiais dá origem a uma supercélula, associada a eventos extremos como fortes chuvas, muito granizo e a ocorrência de tornados. Apresenta-se sob a forma de uma gigantesca nuvem, com um formato de bigorna superior proeminente e, acima desta, um domo formado pelos fortes ventos ascendentes. Embora sejam de tamanho semelhante às tempestades multicélulas, estas tempestades possuem um sistema de circulação que a envolve totalmente, ao contrário das multicélulas, cujos ventos dividem-se em unidades menores. Supercélulas possuem, ainda, maior atividade elétrica em função dos fortes ventos que as formam.